# Hermandad del Santo Cristo de los Artilleros (Valladolid)
La Hermandad del Santo Cristo de los Artilleros es una de las 20 cofradías que existen, en la actualidad, en la Semana Santa de Valladolid. 

## Historia
La cofradía ha acompañado a lo largo de su Historia a tres cristos coronados de espinas y con la caña, por lo que también es conocida como Cofradía del Santo Cristo de la Caña. Estas imágenes son las siguientes:

### Cristo de la Humildad o Cristo del Gallo
A principios del siglo XX, el Parque de Artillería ocupaba el antiguo Colegio de San Ambrosio, próximo al cual se encontraba la iglesia de San Antón, templo al que acudían los artilleros para rendir culto al Cristo de la Humidad o Cristo del Gallo (llamado así por tener uno a sus pies), imagen debida a José de Rozas (1691) y que había sido encargada por la Cofradía de Nuestra Señora de la Piedad. Estos artilleros solicitaron alumbrarla en la Procesión General del Viernes Santo. No se sabe con exactitud la fecha exacta, pero el 25 de marzo de 1944 se constituyeron como Cofradía, entrando a formar parte de ella todos los artilleros y personal perteneciente el Cuerpo de Ingenieros de Armamento de la Fábrica Nacional. Aquel año la autoridad eclesiástica se percató de que desfilaban en la procesión dos Cristos Ecce-Homo, éste y el de Gregorio Fernández (1620), de la  Cofradía de la Vera-Cruz, por lo que se consideró conveniente que no saliese este último.
Cuando desapareció la iglesia de San Antón, la imagen fue trasladada a la iglesia de San Esteban, hoy Santuario Nacional de la Gran Promesa, donde estuvo hasta 2016, año en el que la Cofradía de la Piedad solicitó su traslado a su sede canónica, la Iglesia Parroquial de San Martín y San Benito el Viejo, encontrándose en la actualidad en la capilla de la Quinta Angustia de dicho templo.

### Ecce-Homo
En los años cincuenta, y por el mal estado de la imagen anterior, la cofradía solicitó al Arzobispo sacar el Ecce-Homo de Gregorio Fernández aludido. En los primeros años defiló con tres sayones pertenecientes a otros pasos y que se encontraban en el Museo Nacional de Escultura, pero en 1957, el Cabildo General toma la decisión de suprimir los sayones para realzar la figura central. Desde entonces y hasta hoy han venido acompañando dicha imagen.  El Cristo del Gallo fue restaurado en 2014 y al año siguiente volvió a participar en las procesiones de Semana Santa con su cofradía propietaria, la de Nuestra Señora de la Piedad.

### Cristo de la Misión
Este Cristo, una talla anónima de la segunda mitad del siglo XVII, se conserva en la capilla del Palacio Real de Valladolid, actualmente Capitanía General de la VII Región Militar. En 2019, con motivo del 75 aniversario de la cofradía y dados sus orígenes militares, se solicitó al Ministerio de Defensa sacar la talla en una procesión extraordinaria que tendría su salida y llegada al citado Palacio Real, en la tarde del Sábado de Pasión, procesión que ha quedado consolidada como titular de la cofradía.

## Imágenes

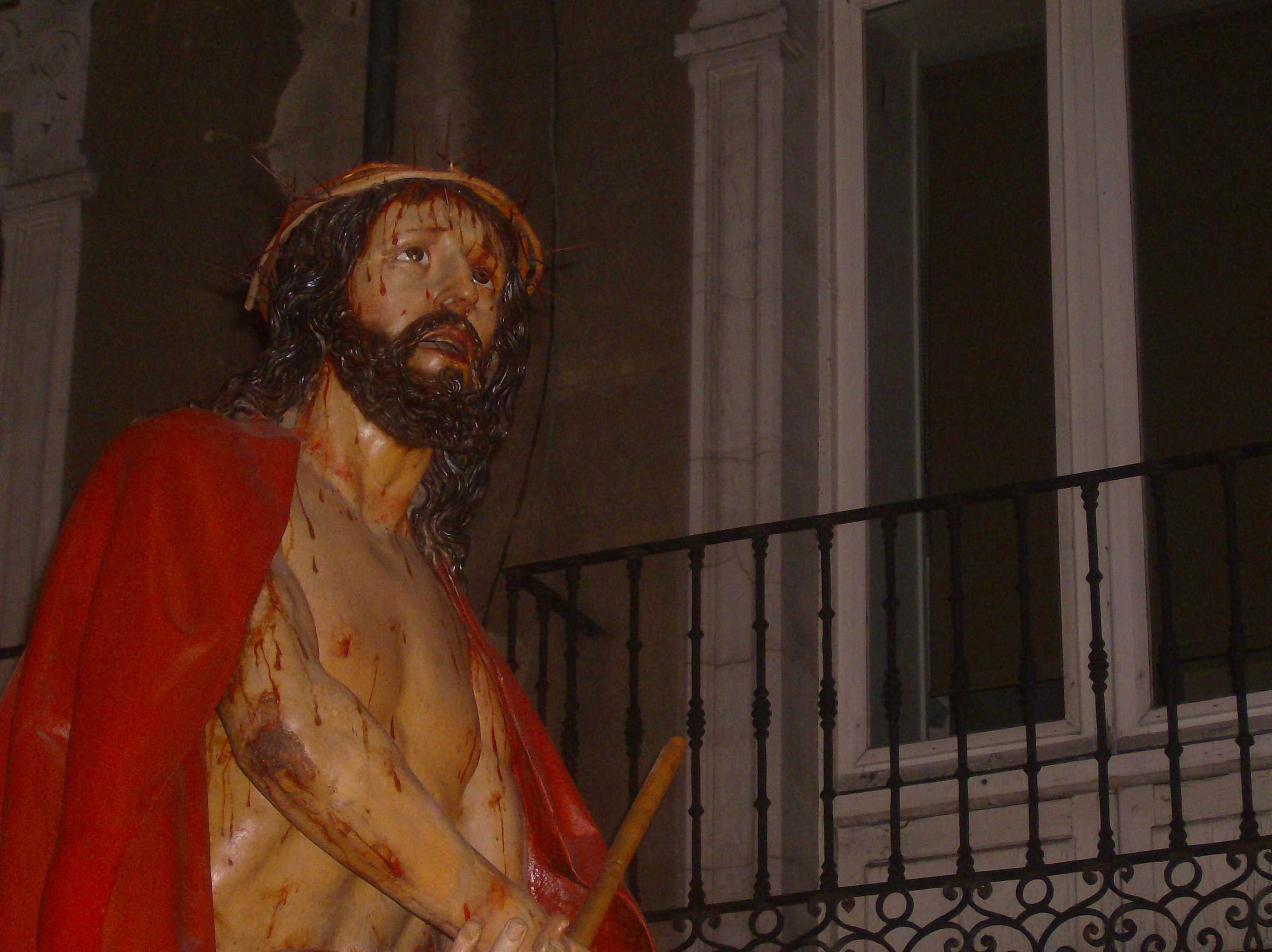
Ecce-Homo (Gregorio Fernández, 1620).

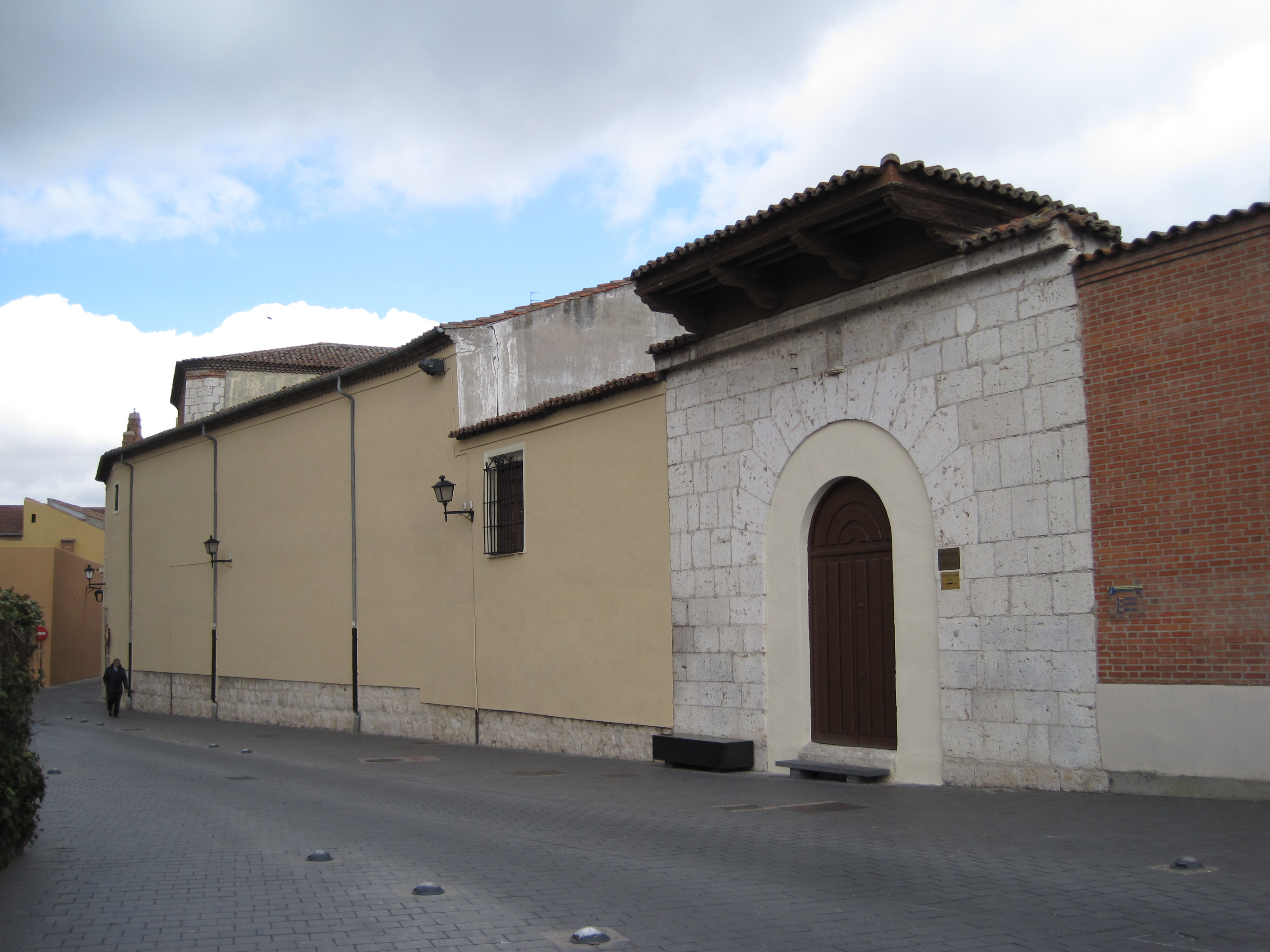
Una de las entradas al convento de Santa Isabel.

Ecce-Homo (Gregorio Fernández, h. 1620). Es propiedad de la Cofradía de la Vera Cruz, pero procesiona como paso titular de esta cofradía, motivo por el que es llamado Cristo de la Caña o de los Artilleros, al ser de este cuerpo militar quienes lo procesionaban en un principio.
Formó parte del paso de La Coronación de Espinas de la Cofradía de la Vera-Cruz junto a otras tres figuras, actualmente depositadas en el Museo Nacional de Escultura (algunas desfilan en otros pasos). La corona es de espino natural, pues Gregorio Fernández nunca las labró sobre el cabello de Jesús: las trenzaba y colocaba para dar por terminada su obra.
Cristo de la Misión. Es propiedad del Ministerio de Defensa, depositado en la Capilla del Palacio Real de Valladolid. Se trata de una talla anónima de la segunda mitad del siglo XVII, de iconografía similar al Ecce-Homo de Gregorio Fernández.

## Salidas procesionales
En la tarde del Sábado de Pasión sale del Palacio Real con el Cristo de la Misión. El Lunes Santo, en la Procesión del Santísimo Rosario del Dolor y el Viernes Santo en la Procesión General, alumbra al Ecce-Homo de Gregorio Fernández.
- Datos: Q5895582